# العدن الدقيقة (يهر)

تعديل مصدري - تعديل

العدن الدقيقة هي إحدى قرى عزلة يهر بمديرية يهر التابعة لمحافظة لحج، بلغ تعداد سكانها 82 نسمة حسب تعداد اليمن لعام 2004.